# 20e cérémonie des Tony Awards
La 20e cérémonie des Tony Awards a eu lieu le 16 juin 1966 au Rainbow Room du Rockefeller Center à New York et fut retransmise sur CBS Radio. C'était la première cérémonie des Tony Awards l'après-midi. La cérémonie était parrainée par la League of New York Theatres en collaboration avec l'American Theatre Wing, qui avait auparavant organisé seul la cérémonie.

## Cérémonie
La cérémonie présentée par George Abbott et Ginger Rogers se déroula en présence de plusieurs personnalités venues décernées les prix dont Lauren Bacall, Herschel Bernardi, Sandy Dennis, Henry Fonda, Phil Ford, Mimi Hines, Ray Milland, Barry Nelson, Mike Nichols, Thelma Oliver, April Olrich, Maureen O'Sullivan, Neil Simon. La musique était de Meyer Davis et de son orchestre.

## Palmarès
| Meilleure pièce | Meilleure comédie musicale |
| --- | --- |
| - Marat-Sade – Peter Weiss - Inadmissible Evidence – John Osborne - Philadelphia, Here I Come! – Brian Friel - The Right Honourable Gentleman – Michael Dyne | - Man of La Mancha - Mame - Skyscraper - Sweet Charity |
| Meilleur acteur dans une pièce | Meilleure actrice dans une pièce |
| - Hal Holbrook – Mark Twain Tonight dans le rôle de Mark Twain - Roland Culver – Ivanov dans le rôle de Pavel Lebedev - Donal Donnelly et Patrick Bedford – Philadelphia, Here I Come! dans le rôle de Gareth O'Donnell - Nicol Williamson – Inadmissible Evidence dans le rôle de Bill Maitland              | - Rosemary Harris – The Lion in Winter (en) dans le rôle d'Aliénor d'Aquitaine - Sheila Hancock – Entertaining Mr Sloane dans le rôle de Kath - Kate Reid – Slapstick Tragedy dans le rôle de Celeste/Molly - Lee Remick – Wait Until Dark dans le rôle de Susy Hendrix |
| Meilleur acteur dans une comédie musicale | Meilleure actrice dans une comédie musicale |
| - Richard Kiley – Man of La Mancha dans le rôle de Don Quichotte/Cervantes - Jack Cassidy – It's a Bird... It's a Plane... It's Superman dans le rôle de Max Mencken - John Cullum – On a Clear Day You Can See Forever dans le rôle de Dr. Mark Bruckner - Harry Secombe – Pickwick dans le rôle de Pickwick | - Angela Lansbury – Mame dans le rôle de Mame Dennis - Barbara Harris – On a Clear Day You Can See Forever dans le rôle de Daisy/Melinda - Julie Harris – Skyscraper dans le rôle de Georgina - Gwen Verdon – Sweet Charity dans le rôle de Charity Hope Valentine      |
| Meilleur acteur de second rôle dans une pièce | Meilleure actrice de second rôle dans une pièce |
| - Patrick Magee – Marat-Sade dans le rôle du Marquis de Sade - Burt Brinckerhoff – Cactus Flower dans le rôle de Igor - Larry Haines – Generation dans le rôle de Stan Herman - Eamon Kelly – Philadelphia, Here I Come! dans le rôle de S. B. O'Donnell                                                      | - Zoe Caldwell – Slapstick Tragedy dans le rôle de Polly - Glenda Jackson – Marat-Sade dans le rôle de Charlotte Corday - Mairin D. O'Sullivan – Philadelphia, Here I Come! dans le rôle de Madge - Brenda Vaccaro – Cactus Flower dans le rôle de Toni                 |
| Meilleur acteur de second rôle dans une comédie musicale | Meilleure actrice de second rôle dans une comédie musicale |
| - Frankie Michaels – Mame dans le rôle de Patrick Dennis - Roy Castle – Pickwick dans le rôle de Sam Weller - John McMartin – Sweet Charity dans le rôle d'Oscar - Michael O'Sullivan – It's a Bird... It's a Plane... It's Superman dans le rôle de Dr. Abner Sedgwick                                       | - Beatrice Arthur – Mame dans le rôle de Vera Charles - Helen Gallagher – Sweet Charity dans le rôle de Nickie - Patricia Marand – It's a Bird... It's a Plane... It's Superman dans le rôle de Lois Lane - Charlotte Rae – Pickwick dans le rôle de Mrs. Bardell       |
| Meilleure mise en scène pour une pièce | Meilleure mise en scène pour une comédie musicale |
| - Peter Brook – Marat-Sade - Hilton Edwards – Philadelphia, Here I Come! - Ellis Rabb – You Can't Take It with You - Noel Willman – The Lion in Winter (en) | - Albert Marre – Man of La Mancha - Cy Feuer – Skyscraper - Bob Fosse – Sweet Charity - Gene Saks – Mame |
| Meilleure partition originale (Musique et/ou paroles) pour le Théâtre | Meilleure chorégraphie |
| - Man of La Mancha – Mitch Leigh (musique) et Joe Darion (paroles) - Sweet Charity – Cy Coleman (musique) et Dorothy Fields (paroles) - Mame – Jerry Herman (musique et paroles) - On a Clear Day You Can See Forever – Burton Lane (musique) et Alan Jay Lerner (paroles)                                    | - Bob Fosse – Sweet Charity - Jack Cole – Man of La Mancha - Michael Kidd – Skyscraper - Onna White – Mame |
| Meilleurs décors | Meilleurs costumes |
| - Howard Bay – Man of La Mancha - William Eckart et Jean Eckart – Mame - David Hays – Drat! The Cat! - Robert Randolph – Anya, Skyscraper et Sweet Charity | - Gunilla Palmstierna-Weiss – Marat-Sade - Loudon Sainthill – The Right Honourable Gentleman - Howard Bay et Patton Campbell – Man of La Mancha - Irene Sharaff – Sweet Charity                                                                                         |

Une récompense spéciale a été donnée à titre posthume à Helen Menken, pour une vie de dévouement et de service dévoué au théâtre de Broadway.